# Faixa de totalidade
Faixa de totalidade é a trajetória do cone de sombra da Lua sobre a superfície da Terra que determina uma faixa dentro da qual o eclipse solar pode ser observado. Conhecida também como zona de totalidade, sua largura nunca é maior que cerca de 300 km. Entretanto, o comprimento da trajetória pode estender-se por milhares de quilômetros. A velocidade da sombra da Lua está entre 1.800 km/h e 8.000 km/h e depende da posição relativa entre a Terra, o Sol e a Lua.